# Corey Ollivierre
Corey Ollivierre, född 16 mars 1997, är en grenadisk simmare.
Ollivierre tävlade för Grenada vid olympiska sommarspelen 2016 i Rio de Janeiro, där han blev utslagen i försöksheatet på 100 meter bröstsim.